# Антоан Компаньон
Антоан Компаньон (на френски: Antoine Compagnon р. 20 юли 1950, Брюксел) e френски литературовед, професор в Колеж дьо Франс (2006). Избран е за член на Френската академия през февруари 2022 г.

## Биография
Антоан Компаньон е роден в Брюксел, в семейството на генерал Жан Компаньон, което по-нататък пребивава в Тунис, Лондон и Вашингтон. Висше образование получава като завършва Политехниката в Париж, но се хабилитира като лингвист. Още по време на следването си проявява интерес към хуманитаристиката, като слуша лекции на Роман Якобсон и по-късно посещава семинарите на Ролан Барт. До средата на 80-те години на ХХ век преподава в различни френски университети (Руан, Льо Ман), а през следващите десет години в американски (Колумбийски университет, Пенсилвански университет). След кратък престой в Оксфорд (1994) се установява отново в Париж и чете лекции в Сорбоната, а след 2005 г. и в Колеж дьо Франс.
Антоан Компаньон е автор на два романа: първият, написан в началото на академичната му кариера (1979), и следващият, връщащ се към юношеските му години (2012). В 2015 публикува спомените си за познанството си с  Ролан Барт.
Член на редакционните съвети на списанията Critique, The Romanic Review, Bulletin de la Société des amis de Montaigne, The French Review, Études françaises, Genesis, Cambridge Studies in French, Technè, L'Année Baudelaire, Labyrinthe, Revue d'histoire littéraire de la France и Les Cahiers du judaïsme.

## Книги

### Монографии
- La Seconde main ou le travail de la citation (Втора ръка или Работата на цитирането), Seuil, 1979.
- Nous, Michel de Montaigne (Ние, Мишел дьо Монтен), Seuil, 1980.
- La Troisième République des Lettres (Третата република на словото), Seuil, 1983.
- Proust entre deux siècles (Пруст в два свята), Seuil, 1989.
- Les Cinq Paradoxes de la modernité (Петте парадокса на модерността), Seuil, 1990.
- Chat en poche: Montaigne et l’allégorie (Да купуваш слепешката: Монтен и алегорията), Seuil, 1993.
- Connaissez-vous Brunetière? Enquête sur un antidreyfusard et ses amis (Познавате ли Брюнетиер? Анкета върху един антидрейфусианец и приятелите му), Seuil, 1997.
- Le Démon de la théorie (Демонът на теорията), Seuil, 1998.
- Baudelaire devant l’innombrable (Бодлер пред безброя), PUPS, 2003.
- Les Antimodernes, de Joseph de Maistre à Roland Barthes (Антимодерните – от Жозеф дьо Местр до Ролан Барт), Gallimard, 2005.
- Le cas Bernard Faÿ: Du Collège de France à l'indignité nationale (Казусът „Бернар Фаи“: от Колеж дьо Франс до националния позор), Gallimard, 2009.
- Un été avec Montaigne, France Inter / Éditions des Équateurs, 2013.
Едно лято с Монтен, София: Изток-Запад, 2014.
- Une question de discipline, entretiens avec Jean-Baptiste Amadieu, Flammarion, 2013.
- Baudelaire l'irréductible, Flammarion, 2014.
- Un été avec Baudelaire, France Inter / Éditions des Équateurs, 2015.
- Le Collège de France. Cinq siècles de libre recherche, avec Pierre Corvol et John Scheid, Gallimard, 2015.
- Petits Spleens numériques, Éditions des Équateurs, 2015.
- Hommage à Georges Blin, Collège de France, 2015.
- Les chiffonniers de Paris, Paris (Gallimard, Bibliothèque illustrée des histoires), 2017.
- Un été avec Pascal, Les Équateurs, 2020

### Художествена проза
- Le Deuil antérieur (Предишния траур), роман, Seuil, 1979.
- Ferragosto, récit, Flammarion, 1985
- La classe de rhéto (Класът на реториците), роман, Gallimard, 2012.
- L’Âge des lettres, Gallimard, 2015